# Natal Railway Company
Natal Railway Company var en järnvägslinje som anlades i Natalkolonin år 1859. Den gick mellan centrala Durban och hamnen på udden "Point". Järnvägen var omkring 3 kilometer lång och anses vara Sydafrikas första allmänna järnväg.
År 1867 förlängdes linjen till Umgeni för att kunna transportera sten till utbyggnaden av hamnen och tio år senare övertogs den av Natal Government Railways. Bolaget lät bygga om den till smalspår, 1 067 mm (kapspår), för att den skulle kunna kopplas ihop med andra järnvägslinjer.

## Rullande materiel

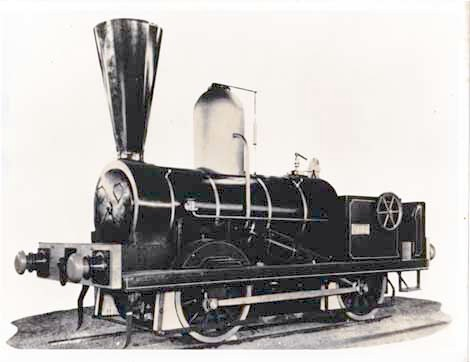
Loket Natal på järnvägsstationen i Durban, ca 1946.

Det första ångloket Natal köptes 1860 från Carrett, Marshall and Company i Leeds i England,  skeppades till Durban i delar som monterades på plats. Vid provkörningen 23 juni drog loket fem godsvagnar med 60 ton utrustning till en sockerfabrik och några passagerare. År 1865 köptes ytterligare ett ånglok, Durban, från Kitson and Company i Leeds. 

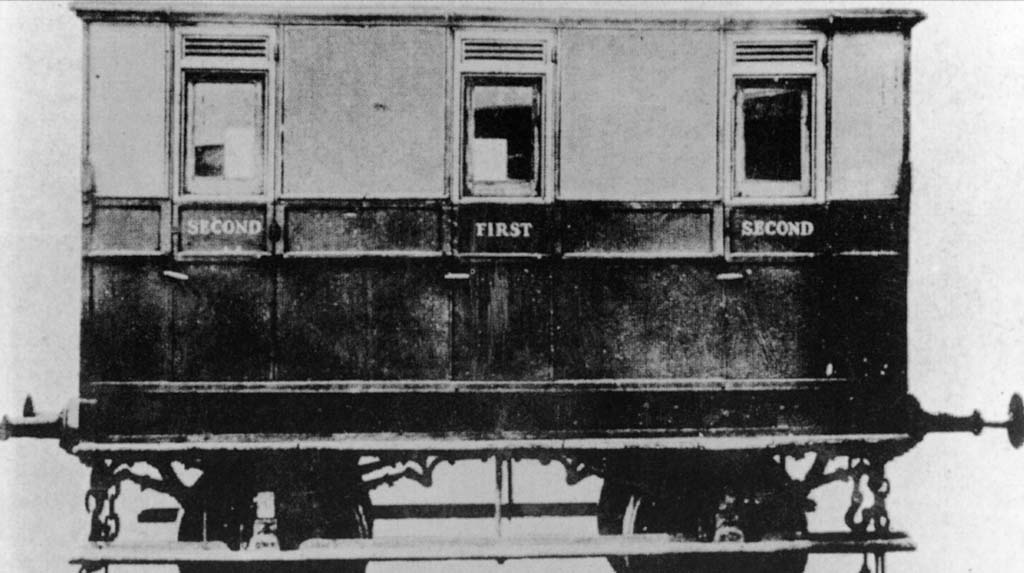
Den första personvagnen hade plats för 30 passagerare.

Järnvägen hade två kranvagnar, sex tvåaxlade godsvagnar och en personvagn. Den var uppdelad i tre sektioner med plats för tio passagerare vardera. Kupén i första klass var utrustad med korgflätade bänkar och hade matta på golvet.

## Eftermäle

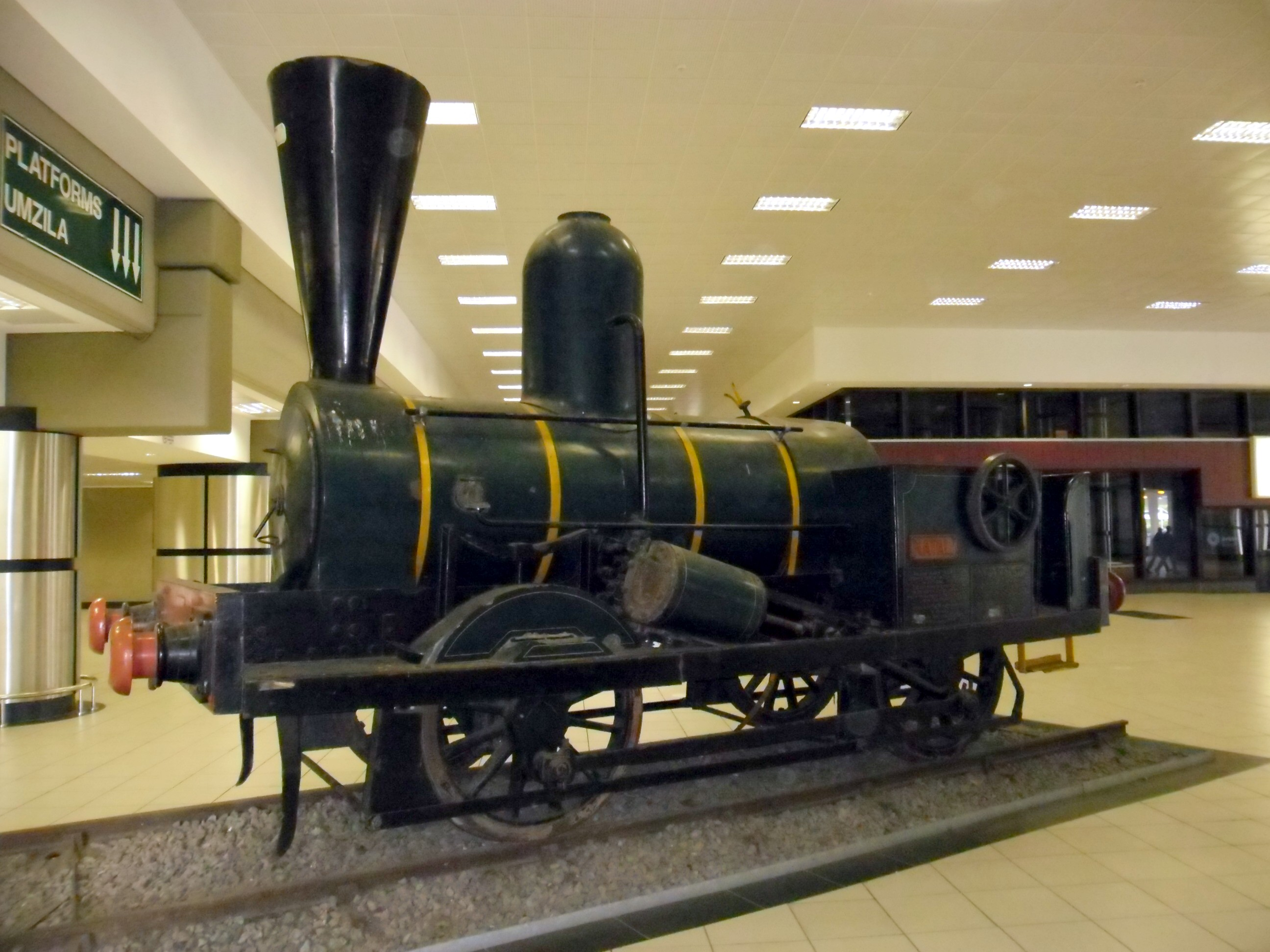
Det rekonstruerade loket Natal på järnvägsstationen i Durban.

Efter nedläggningen såldes Natal till en bonde i Port St. Johns som hade ett sågverk men det kom aldrig i drift eftersom det skrämde arbetarna. Loket föll i glömska till 1943 när resterna hittades av en järnvägsentusiast. Ramen, hjulen, cylindrarna och fjädringen transporterades till South African Railways lokverkstad i Durban som rekonstruerade loket. Det ställdes ut på järnvägsstationen i Durban 1946 och flyttades till stadens nya station år 1980.